# Acta Senatus
Las Acta Senatus o Commentarii Senatus, son actas de los debates y decisiones del Senado de Roma. Hasta el primer consulado de Julio César (59 a. C.), las minutas de los procedimientos del Senado se escribían y ocasionalmente publicaban, pero no oficialmente; César, con el propósito de despejar el velo de misterio que daba una importancia irreal a las deliberaciones del Senado, ordenó en primer lugar que fueran recopiladas e incluidas obligatoriamente en el Acta Diurna. Su compilación fue continuada por Augusto, pero su publicación fue prohibida. Se elegía un senador joven (ab actis senatus) para levantar estas acta, que se conservaban en los archivos imperiales y bibliotecas públicas. Para examinarlas, era necesario un permiso específico del prefecto de la Ciudad.